# Registro Nacional de Lugares Históricos em Nova Jérsia
Edifícios, locais, distritos e objetos no Registro Nacional de Lugares Históricos em Nova Jérsia. Desde 7 de fevereiro de 2014 existem 1 669 propriedades e distritos listados do Registro Nacional de Lugares Históricos nos 21 condados de Nova Jérsia, incluindo os 57 nomeados no Marco Histórico Nacional.
O condado de Bergen é o que contem a maior quantidade de registros, enquanto o condado de Salem contem a menor quantidade. Os primeiros NRHPs em Nova Jérsia foram designados em 15 de outubro de 1966 e o mais recente em 31 de dezembro de 2013.

## Números de propriedades por condado
A relação a seguir lista as entradas atuais, por condado, pertencentes ao Registro Nacional de Lugares Históricos. Estas somas são baseadas em inscrições no Banco de Dados do Cadastro Nacional de Informações a partir de 24 de abril de 2008, e nas novas listas semanais postadas desde então no site do National Register of Historic Places. Há inclusões freqüentes e exclusões ocasionais à lista, fazendo com que as contagens mostradas aqui sejam aproximadas e não oficiais. Igualmente, a contagem desta tabela exclui o aumento e diminuição de fronteiras que modificam a área coberta por uma propriedade existente ou distrito e que apresentem um número de referência nacional distinto no Regisro Nacional.
|              | \| \| Condado \| Nº de lugares \| \| ------------ \| -------------------------- \| ------------- \| \| 1 \| Atlantic \| 45 \| \| 2.1 \| Bergen: Closter \| 10 \| \| 2.2 \| Bergen: Franklin Lakes \| 14 \| \| 2.3 \| Bergen: Ridgewood \| 13 \| \| 2.4 \| Bergen: Saddle River \| 23 \| \| 2.5 \| Bergen: Wyckoff \| 15 \| \| 2.6 \| Bergen: outras localidades \| 196 \| \| 2 \| Bergen: Total \| 271 \| \| 3 \| Burlington \| 93 \| \| 4 \| Camden \| 90 \| \| 5 \| Cape May \| 48 \| \| 6 \| Cumberland \| 26 \| \| 7 \| Essex \| 170 \| \| 8 \| Gloucester \| 33 \| \| 9 \| Hudson \| 60 \| \| 10 \| Hunterdon \| 86 \| \| 11 \| Mercer \| 110 \| \| 12 \| Middlesex \| 77 \| \| 13 \| Monmouth \| 103 \| \| 14 \| Morris \| 155 \| \| 15 \| Ocean \| 33 \| \| 16 \| Passaic \| 38 \| \| 17 \| Salem \| 24 \| \| 18 \| Somerset \| 88 \| \| 19 \| Sussex \| 35 \| \| 20 \| Union \| 70 \| \| 21 \| Warren \| 44 \| \| (duplicados) \| (duplicados) \| (30)[3] \| \| Total: \| Total: \| 1 669 \| |               |
|              | Condado | Nº de lugares |
| 1            | Atlantic | 45            |
| 2.1          | Bergen: Closter | 10            |
| 2.2          | Bergen: Franklin Lakes | 14            |
| 2.3          | Bergen: Ridgewood | 13            |
| 2.4          | Bergen: Saddle River | 23            |
| 2.5          | Bergen: Wyckoff | 15            |
| 2.6          | Bergen: outras localidades | 196           |
| 2            | Bergen: Total | 271           |
| 3            | Burlington | 93            |
| 4            | Camden | 90            |
| 5            | Cape May | 48            |
| 6            | Cumberland | 26            |
| 7            | Essex | 170           |
| 8            | Gloucester | 33            |
| 9            | Hudson | 60            |
| 10           | Hunterdon | 86            |
| 11           | Mercer | 110           |
| 12           | Middlesex | 77            |
| 13           | Monmouth | 103           |
| 14           | Morris | 155           |
| 15           | Ocean | 33            |
| 16           | Passaic | 38            |
| 17           | Salem | 24            |
| 18           | Somerset | 88            |
| 19           | Sussex | 35            |
| 20           | Union | 70            |
| 21           | Warren | 44            |
| (duplicados) | (duplicados) | (30)          |
| Total:       | Total: | 1 669         |